# Landolfo Brancaccio
Landolfo Brancaccio (Napoli, XIII secolo – Avignone, 9 ottobre 1312) è stato un cardinale italiano.
Apparteneva ad un'eminente famiglia napoletana; dopo di lui ben cinque membri della famiglia diverranno cardinali: Niccolò, Rinaldo, Tommaso, Francesco Maria e Stefano.

## Biografia
Il 18 settembre 1294 venne nominato Cardinale diacono di Sant'Angelo in Pescheria da papa Celestino V.
Nel 1295 venne nominato legato pontificio in Inghilterra, incarico che mantenne fino al 1299, quando, per breve tempo, fu legato pontificio a Napoli.
Partecipò al concilio di Vienne.
Alla sua morte, la salma venne inumata nella cattedrale di Avignone.

## Conclavi
Il cardinale Landolfo Brancaccio partecipò a tutti e tre i conclavi che ebbero luogo durante il periodo del suo cardinalato:
- Conclave del 1294, che elesse papa Bonifacio VIII
- Conclave del 1303, che elesse papa Benedetto XI
- Conclave del 1304-1305, che elesse papa Clemente V